# Copas Regionales de Alemania 2021-22
La Verbandspokal 2021-22 (español: Copas Regionales de Asociación 2021-22) constó de veintiuna competiciones de copa regionales, la Verbandspokal fue la competencia clasificatoria para la DFB-Pokal 2022-23.
Todos los clubes de la 3. Liga y más abajo podían ingresar a la Verbandspokale regional, sujeto a las reglas y regulaciones de cada región. Los clubes de la Bundesliga y 2. Bundesliga no pudieron entrar, sino que se clasificaron directamente para la primera ronda de la DFB-Pokal. Los equipos de reserva no podían participar en la DFB-Pokal o el Verbandspokale. La asociación regional de fútbol que la organiza establece las reglas precisas de cada Verbandspokal regional.
Los veintiún ganadores se clasificaron para la primera ronda de la Copa de Alemania en la siguiente temporada. Tres clubes adicionales también se clasificaron para la primera ronda de la Copa de Alemania, que son de las tres asociaciones estatales más grandes, Baviera, Westfalia y Baja Sajonia. La Copa de Baja Sajonia se dividió en dos caminos, uno para los equipos de 3. Liga y Regionalliga Nord y uno para los equipos de las ligas inferiores. Los ganadores de ambos caminos calificaron para la DFB-Pokal.
Las finales de las competiciones Verbandspokal, estuvieron programadas originalmente para el 21 de mayo de 2022, al igual que la final de la Copa de Alemania 2021-22.

## Competiciones
Las finales de las competiciones Verbandspokal 2021-22 (los ganadores figuran en negrita):
| Copa                                                                                           | Fecha              | Ciudad      | Equipo 1                 | Resultado    | Equipo 2               |
| ---------------------------------------------------------------------------------------------- | ------------------ | ----------- | ------------------------ | ------------ | ---------------------- |
| Copa de Baden (temporada 2021-22)                                                              | 21 de mayo de 2022 | Mannheim    | Waldhof Mannheim (3L)    | 3–0          | Türkspor Mannheim (LL) |
| Copa de Baviera (temporada 2021-22)                                                            | 21 de mayo de 2022 | Illertissen | Illertissen (RL)         | 1–1 (4–3 p.) | Aubstadt (RL)          |
| Copa de Berlín (temporada 2021-22)                                                             | 21 de mayo de 2022 | Berlín      | Altglienicke (RL)        | 1–2          | Viktoria Berlín (3L)   |
| Copa de Brandenburgo (temporada 2021-22)                                                       | 21 de mayo de 2022 | Luckenwalde | Krieschow (OL)           | 0–2          | Energie Cottbus (RL)   |
| Copa de Bremen (temporada 2021-22)                                                             | 21 de mayo de 2022 | Bremen      | Bremer (OL)              | 1–0          | Leher (OL)             |
| Copa de Hamburgo (temporada 2021-22)                                                           | 21 de mayo de 2022 | Hamburgo    | Altona 93 (RL)           | 1–2          | Teutonia Ottensen (RL) |
| Copa de Hesse (temporada 2021-22)                                                              | 21 de mayo de 2022 | Wiesbaden   | Steinbach (RL)           | 0–1          | Kickers Offenbach (RL) |
| Copa de Baja Renania (temporada 2021-22)                                                       | 21 de mayo de 2022 | Duisburgo   | Straelen (RL)            | 1–0          | Wuppertaler (RL)       |
| Copa de Baja Sajonia (temporada 2021-22 (3. Liga/Regionalliga)) (temporada 2021-22 (amateurs)) | 18 de mayo de 2022 | Rehden      | Schwarz-Weiß Rehden (RL) | 1–0          | Meppen (3L)            |
| Copa de Baja Sajonia (temporada 2021-22 (3. Liga/Regionalliga)) (temporada 2021-22 (amateurs)) | 21 de mayo de 2022 | Hannover    | Heeslinger (OL)          | 0–0 (5–6 p.) | Blau-Weiß Lohne (OL)   |
| Copa de Mecklemburgo-Pomerania (temporada 2021-22)                                             | 21 de mayo de 2022 | Neustrelitz | Neustrelitz (OL)         | 1–1 (6–5 p.) | Greifswalder (OL)      |
| Copa de Renania Media (temporada 2021-22)                                                      | 21 de mayo de 2022 | Colonia     | Fortuna Colonia (RL)     | 0–2          | Viktoria Colonia (3L)  |
| Copa de Renania (temporada 2021-22)                                                            | 21 de mayo de 2022 | Coblenza    | Engers (OL)              | 1–0          | Karbach (OL)           |
| Copa de Sarre (temporada 2021-22)                                                              | 21 de mayo de 2022 | Saarbrücken | Homburgo (RL)            | 1–2 (t. s.)  | Elversberg (RL)        |
| Copa de Sajonia (temporada 2021-22)                                                            | 21 de mayo de 2022 | Chemnitz    | Chemnitzer (RL)          | 2–1          | Chemie Leipzig (RL)    |
| Copa de Sajonia-Anhalt (temporada 2021-22)                                                     | 21 de mayo de 2022 | Halberstadt | Einheit Wernigerode (OL) | 0–5          | Magdeburgo (3L)        |
| Copa de Schleswig-Holstein (temporada 2021-22)                                                 | 21 de mayo de 2022 | Flensburgo  | Flensburgo (OL)          | 2–2 (7–8 p.) | Lübeck (RL)            |
| Copa de Baden del Sur (temporada 2021-22)                                                      | 21 de mayo de 2022 | Lahr        | Donaueschingen (VL)      | 0–2          | Oberachern (OL)        |
| Copa del Suroeste (temporada 2021-22)                                                          | 21 de mayo de 2022 | Weingarten  | Schott Maguncia (RL)     | 3–0          | Pirmasens (RL)         |
| Copa de Turingia (temporada 2021-22)                                                           | 21 de mayo de 2022 | Gera        | Carl Zeiss Jena (RL)     | 1–0          | Meuselwitz (RL)        |
| Copa de Westfalia (temporada 2021-22)                                                          | 21 de mayo de 2022 | Münster     | Preußen Münster (RL)     | 1–1 (2–3 p.) | Rödinghausen (RL)      |
| Copa de Wurtemberg (temporada 2021-22)                                                         | 21 de mayo de 2022 | Stuttgart   | Stuttgarter Kickers (OL) | 0–0 (5–4 p.) | Ulm (RL)               |

| División de la temporada. | División de la temporada. |
| ------------------------- | ------------------------- |
| (3L)                      | 3. Liga                   |
| (RL)                      | Regionalliga (4. Liga)    |
| (OL)                      | Oberliga (5. Liga)        |
| (VL)                      | Verbandsliga (6. Liga)    |
| (LL)                      | Landesliga (7. Liga)      |
| (BL)                      | Bezirksliga (8. Liga)     |